# Ball and Chain
Ball and Chain ist ein Bluessong der amerikanischen Rhythm-and-Blues-Sängerin und Songschreiberin Big Mama Thornton, der 1961 entstand, aber erst 1968 veröffentlicht wurde. Obgleich der Song nicht in den Recordcharts auftauchte, wurde er einer der bekanntesten der Sängerin. Maßgeblichen Anteil am Welterfolg von Ball and Chain hatte später die Darbietung durch Janis Joplin.

## Liedinhalt
Der Titel Ball and Chain ist auf das Sinnbild eines Gefangenen zurückzuführen, der aufgrund einer Gefangenenkugel, die an einer Kette um sein Fußgelenk befestigt ist, keine Möglichkeit hat, widrigen Umständen zu entfliehen. Thornton beschreibt mit diesem Bild die Abhängigkeit einer liebenden Frau von ihrem Mann. Sie hat mit dem Lied auf die Unterdrückung innerhalb der Ehe angespielt.

## Veröffentlichung
Thornton nahm in den frühen 1960er-Jahren diverse Songs für Bay-Tone Records auf. Zwei davon wurden als Singles veröffentlicht, You Did Me Wrong und Big Mama's Blues. Das Billboard-Magazin war von den Songs eingeschränkt überzeugt. Zwar wurde ihnen ein gewisses Absatzpotential („moderate sales potential“) attestiert, für die Hitliste des Magazins sollte dies jedoch nicht hinreichen. Mit Songwriter Gillian Gaar stimmte Thornton ab, einen weiteren Song zu schreiben, Ball and Chain. Dieser wurde 1961 für das Label Bay-Tone eingespielt, jedoch dort nie veröffentlicht.
Veröffentlicht wurde Thorntons Version von Ball and Chain erst 1968 vom US-amerikanischen Label Arhoolie Records. Dabei handelte es sich um eine Aufnahme aus dem Januar 1968. Eine bearbeitete Singleversion erschien als „Ball and Chain Part 1“, die vollständige, viereinhalbminütige Version hingegen auf dem Album Ball and Chain. Begleitet wurde Thornton von einer kleinen Band, bei der an der Gitarre Edward „Bee“ Houston hervorstach. Thornton spielte den Song häufigere Male anlässlich von Live- und Studioauftritten, wobei er 1969 auf dem Album „Stronger Than Dirt“ veröffentlicht wurde, das in die Charts Billboard 200 kam.

## Janis Joplin mit Big Brother and the Holding Company
Janis Joplin war bekennender Fan von Big Mama Thornton. Nach Angaben von James Gurley, Gitarrist von Big Brother and the Holding Company, der Band, deren Sängerin Joplin zunächst war, hatte sie mit weiteren Mitgliedern der Gruppe den Song von Thornton erstmals im Both/And-Club in San Francisco gehört. Nachdem Thornton die Nutzung des Songs gestattet hatte, spielte Joplin Ball and Chain bei allen Auftritten live und nutzte ihn als ihre Erkennungsmelodie. Mit der Holding Company spielte sie den Song im langsameren Bluesrhythmus in Moll, mit Stop-Phasen und rockiger. Beim Monterey Pop Festival 1967 wurde er vor einem begeisterten Publikum dargeboten. Eine mit einem langen Gitarrensolo versehene Version vom 17. Juni wurde filmisch nicht festgehalten, dafür die Darbietung am Folgetag, ohne ausgedehntes Solo. Von der ersten Version existiert gleichwohl ein Mitschnitt, der 1995 auf der Best of 18 Essential Songs auf den Markt gebracht wurde. Eine weitere Version wurde am 8. März 1968 in Fillmore East gespielt und mitgeschnitten; diese wurde auf dem zweiten Album der Band, Cheap Thrills, im Sommer 1968 veröffentlicht und machte Ball and Chain international bekannt. Weitere Versionen sind auf den (nach Joplins Tod veröffentlichten) Alben Live at Winterland '68, Live at the Carousel Ballroom 1968, The Woodstock Experience, Live in Amsterdam und In Concert enthalten.

## Weitere Versionen
Half Japanese spielten den Song auf ihrem Album Sing No Evil (1984). Etta James lehnte sich bei ihrer Version von Ball and Chain, die sie für ihr Album Blues Down Deep: Songs of Janis Joplin (1997) einspielte, an die Version auf dem Album Cheap Thrills an.